# Oued El Makhazine
Oued El Makhazine (franska: Oued El Makhazine (CR), Oued El Makhazine (Commune Rurale), arabiska: سيدي احمد بنعيسى) är en kommun i Marocko.   Den ligger i provinsen Kénitra och regionen Rabat-Salé-Kénitra, i den norra delen av landet, 130 km nordost om huvudstaden Rabat. Antalet invånare är 8 384.